# Syllepte capnosalis
Syllepte capnosalis là một loài bướm đêm trong họ Crambidae.